# Friedrich Kreß von Kressenstein (General der Artillerie)

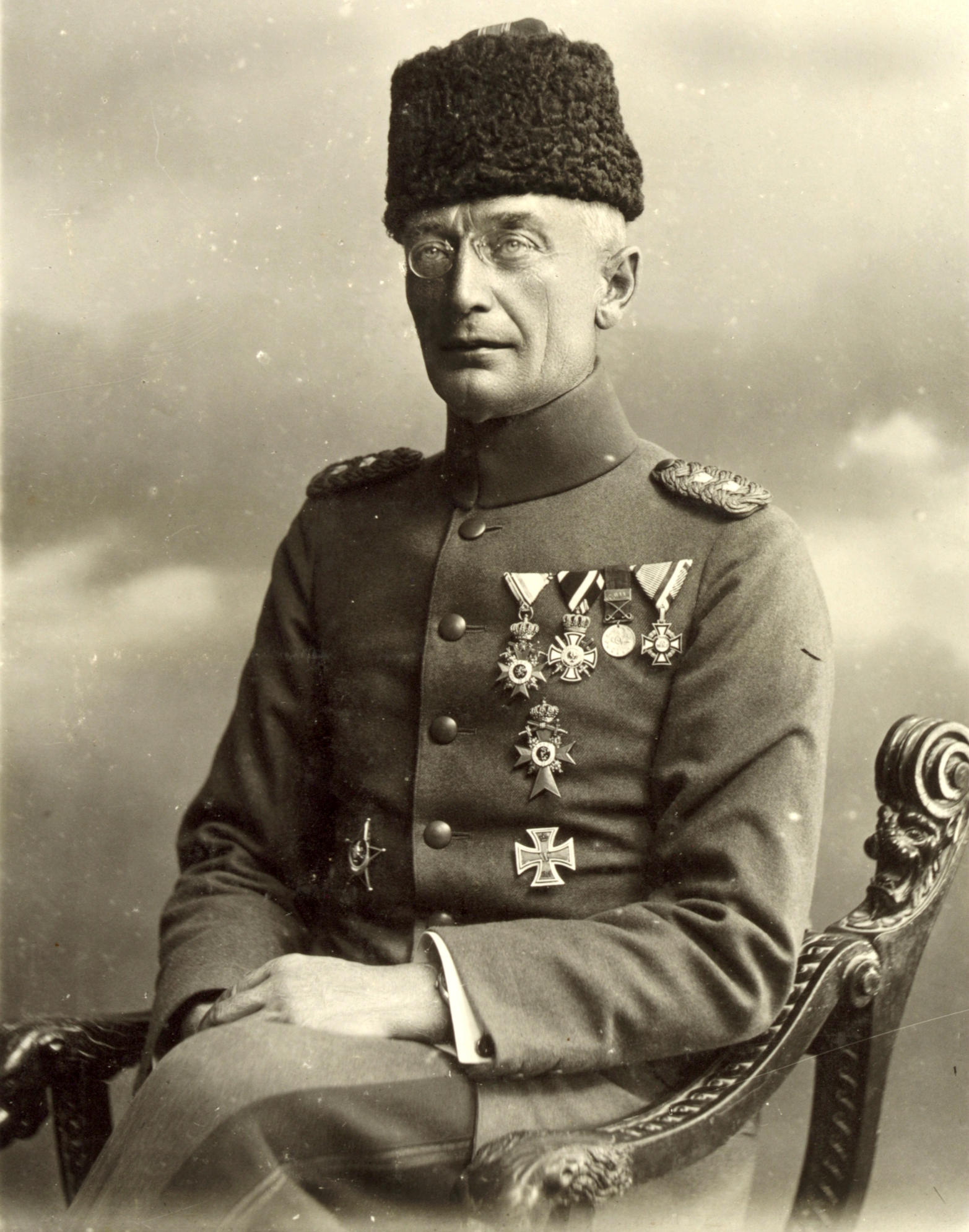
Friedrich Freiherr Kreß von Kressenstein in osmanischer Uniform, 1916

Friedrich Siegmund Georg Freiherr Kreß von Kressenstein (* 24. April 1870 in Nürnberg; † 16. Oktober 1948 in München) war ein deutscher General der Artillerie. Im Ersten Weltkrieg gehörte er der deutschen Militärmission im Osmanischen Reich an.

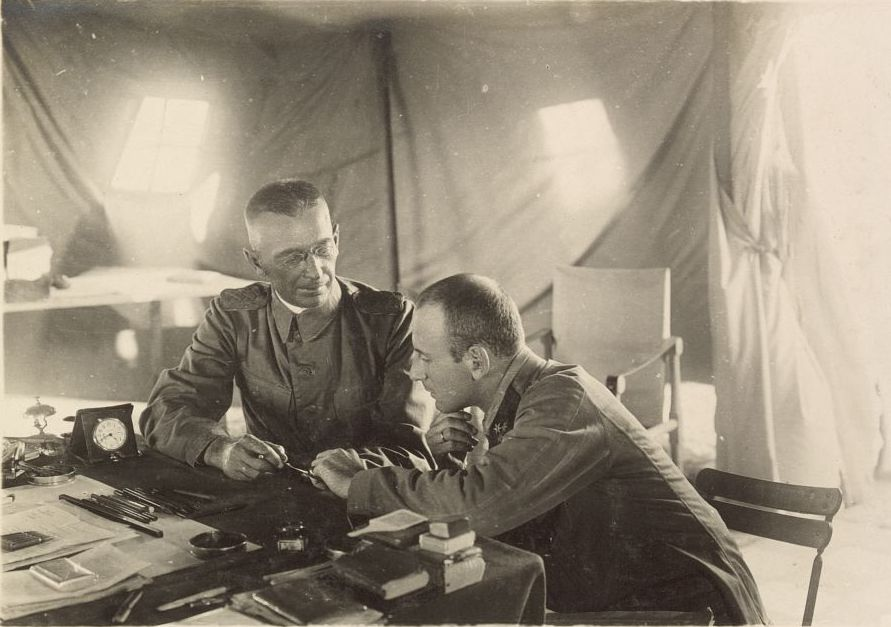
Kreß von Kressenstein bei einer Besprechung mit dem österreichischen Befehlshaber Baron Lager während des Palästinakrieges

## Leben

### Herkunft
Friedrich entstammte der alten Nürnberger Patrizierfamilie Kreß von Kressenstein. Er war der älteste Sohn des Justizrates und Rechtsanwalts Georg Freiherr Kreß von Kressenstein (1840–1911) und dessen Ehefrau Amalie, geborene Haller von Hallerstein.

### Militärkarriere
Kreß absolvierte ein Humanistisches Gymnasium und trat am 16. August 1888 als Freiwilliger auf Beförderung in das 4. Feldartillerie-Regiment „König“ der Bayerischen Armee ein. Nach seiner Kommandierung zur Kriegsschule München wurde er im März 1890 zu Sekondeleutnant befördert. Er besuchte von Oktober 1891 bis März 1893 die Artillerie- und Ingenieur-Schule und wurde ab Oktober 1893 als Abteilungsadjutant verwendet. Von 1895 bis 1898 absolvierte Kreß die Kriegsakademie, die ihm die Qualifikation für den Generalstab und das Lehrfach aussprach. Anfang November 1899 folgte seine Kommandierung zur Zentralstelle des Generalstabs. Kreß wurde dann am 19. September 1900 à la suite seines Regiments gestellt und zum Adjutanten des Kriegsministers ernannt. In dieser Stellung folgte am 13. September 1901 seine Beförderung zum Hauptmann und gleichzeitige Ernennung zum Kämmerer. 1904 kehrte Kreß für zwei Jahre als Batteriechef im 6. Feldartillerie-Regiment in den Truppendienst zurück, wurde dann in die Zentralstelle des Generalstabs versetzt und Anfang Oktober 1908 zum Großen Generalstab nach Berlin kommandiert. Als Major war Kreß vom 20. September 1910 bis 14. Oktober 1911 Erster Generalstabsoffizier der 5. Division und wurde anschließend in das Kriegsministerium versetzt. Am 25. Januar 1914 stellte man ihn zur Disposition.
Nach seinem Ausscheiden trat Kreß im Rahmen der von Liman von Sanders kommandierten deutschen Militärmission mit dem Dienstgrad als türkischer Oberstleutnant in die Osmanische Armee über und war von Februar bis Juni 1914 Kommandeur der Feldartillerie-Schießschule. Anschließend fungierte er bis zum Ausbruch des Ersten Weltkriegs als Chef der Mobilmachungsabteilung im Generalstab der Osmanischen Armee. Vom 2. August bis 20. September 1914 war Kreß Chef der Operationsabteilung im Großen Hauptquartier und anschließend ernannte man ihn zum Chef des Generalstabs des VIII. türkischen Armeekorps. Unter Belassung in osmanischen Diensten wurde Kreß ab März 1915 wieder in der bayerischen Armee angestellt.
Nach dem Eintritt des Osmanischen Reichs auf Seiten der Mittelmächte in den Ersten Weltkrieg erhielt Cemal Pascha den Befehl des osmanischen Führers Enver Pascha, den Suezkanal zu erobern oder zumindest zu beschädigen. Die Erste Suezoffensive begann im Januar 1915. Der zum Kommandeur des 1. Türkischen Expeditionskorps ernannte Kreß trug die Verantwortung über den Marsch durch die Sinaiwüste und die Entwicklung von Pontons und Spezialbooten, die der Überquerung des Suezkanals dienen sollten.
Obwohl der Wüstenmarsch kaum Schwierigkeiten bereitete, wurde die Offensive zum Misserfolg. Die britischen Truppen erfuhren von den Planungen und konnten sich vorbereiten. Nach zwei vergeblichen Angriffen mussten sich die osmanischen Kräfte zurückziehen. Die Spezialboote von Kreß kamen nicht zum Einsatz.
Es dauerte mehr als ein Jahr, bis die Osmanen eine zweite Offensive zur Eroberung des Suezkanals starteten. Kreß führte erneut eine Offensivoperation durch die Sinaiwüste. Die osmanischen Truppen konnten ihr Ziel dieses Mal nicht erreichen, weil sie 25 km östlich des Kanals in Romani auf eine britische Verteidigungsanlage stießen. Die türkische Offensive am 3. August 1916 wurde ein Desaster und die Verbände zogen sich ins osmanische Mutesarriflik Jerusalem zurück.
Nun planten die Briten eine eigene Offensive. Sie eroberten mehrere osmanische Festungen in der Sinaiwüste, bauten ein Schienennetz sowie Wasserleitungen durch die Wüste und griffen die osmanische Festung im osmanischen Gaza an. Neben dem osmanischen General Cemal Pascha wurde Kreß das Kommando über die Defensive übertragen. In der Ersten Gazaschlacht im März 1917 konnten die britischen Angriffe abgewehrt werden. Auch in der Zweiten Gazaschlacht im April 1917 gelang es den osmanischen Verbänden, die britische Offensive zurückschlagen. Der Sieg in der zweiten Schlacht ging vor allem auf die Leistungen von Kreß zurück. Dafür wurde er durch König Ludwig III. mit Wirkung vom 19. April 1917 mit dem Kommandeurkreuz des Militär-Max-Joseph-Ordens beliehen.
Nachdem Erich von Falkenhayn das Kommando über die Truppen im Mutesarriflik Jerusalem und im südlichen Vilâyet Beirut übernommen hatte, blieb Kreß Kommandeur der 8. osmanischen Armee. Für seine Erfolge in Gaza erhielt er am 4. September 1917 den Orden Pour le Mérite.
Im November 1917 konnte die Egyptian Expeditionary Force der Triple Entente unter der Führung von General Allenby die Osmanen in Gaza und in Beʾer Scheva aufreiben (Schlacht von Beerscheba).
1918 wurde Kreß von Falkenhayn für die Niederlage in Gaza verantwortlich gemacht und vom levantinischen Kriegsschauplatz versetzt. Im Juni 1918 übernahm er das Kommando über die Deutsche Kaukasusexpedition in Transkaukasien und wurde mit schwachen deutschen Verbänden in die Demokratische Republik Georgien geschickt, die nach ihrer Unabhängigkeit von Sowjetrussland unter deutscher Protektion stand. Dort half er zu verhindern, dass die Rote Armee in Abchasien eindrang. Nach dem Waffenstillstand von Compiègne musste er Georgien im Dezember 1918 verlassen. Kurzzeitig war Kreß vom 16. Februar bis 28. Juni 1919 interniert. Nach seiner Rückkehr kam er in die Zentralstelle des bayerischen Generalstabs.
Gleichzeitig fungierte er als bayerischer Kommissar für die Bildung des Reichswehrministeriums. Dort ernannte man ihn am 24. November 1919 zum Chef des Waffenamtes. Innerhalb des Ministeriums übernahm Kreß am 1. Juni 1920 den Posten als Chef des Wehramtes, das er bis zum 31. Januar 1923 leitete. Anschließend war er bis 19. März 1924 Artillerieführer VII, wurde zwischenzeitlich am 22. Februar zum Generalleutnant befördert und als Nachfolger von Otto von Lossow Kommandeur der 7. Division und Befehlshaber im Wehrkreis VII, gleichzeitig Landeskommandant von Bayern. Während des Hitlerputsches stand er auf der Seite der Reichswehrführung in Berlin. Am 1. Januar 1928 folgte unter gleichzeitiger Beförderung zum General der Artillerie seine Ernennung zum Oberbefehlshaber des Gruppenkommandos 2. Dieses Kommando gab er am 30. November 1929 ab und wurde mit der Erlaubnis zum Tragen der Uniform des 7. (Bayerisches) Artillerie-Regiments am selbigen Tage in den Ruhestand versetzt.
In den Folgejahren schrieb er autobiografische Artikel für das bayerische Kriegs- sowie das Reichsarchiv und das britische Royal United Services Institute. 1937 wurde er in den Pegnesischen Blumenorden aufgenommen.

## Schriften (Auswahl)
- Mit den Türken zum Suezkanal. Vorhut-Verlag Otto Schlegel. Berlin 1938. DNB 574474129.
- Meine Mission im Kaukasus. Manuskript (PDF-Datei; 172 kB)

## Film
Im Kinofilm The Lighthorsemen (Australien 1987) verkörpert Ralph Cotterill von Kressenstein.